# Is Anybody Out There?
«¿Hay alguien ahí?» —título original en inglés: «Is Anybody Out There?»— es el octavo episodio y final de mitad de la quinta temporada de la serie de televisión posapocalíptica, horror Fear the Walking Dead. Se estrenó el 21 de julio de 2019. Estuvo dirigido por Michael E. Satrazemis y en el guion estuvo a cargo de Michael Alaimo.

## Trama
La planta de energía se derrite y el edificio de contención explota, esparciendo una nube de polvo radioactivo en el aire que amenaza la vida de todos.
Separados del resto del grupo, John y Dwight luchan por encontrar el camino de regreso, pero son ayudados por otro mensaje de Sherry que los lleva a un vehículo en funcionamiento. John luego le propone matrimonio a June, quien acepta.
Grace descontamina a Alicia, pero no está segura de cuánta radiación absorbió ni de los efectos futuros en su salud. Morgan, Grace y Alicia son perseguidos por una horda caminante, regresan al avión a tiempo para escapar. Con la ayuda de Daniel, Sarah y Wendell pueden crear una pasarela con luces navideñas. A pesar de un percance con algunos caminantes, el avión aterriza con éxito y Daniel y Alicia se reencuentran después de mucho tiempo. Al mismo tiempo, el equipo de Logan arruina la fábrica de mezclilla en busca de algo en vano, lo que los lleva a abandonar a Logan.
Más tarde, el grupo de Morgan recibe una llamada de ayuda, pero Logan lo interrumpe, quien busca su ayuda para encontrar un campo petrolero que Clayton había establecido para lidiar con el problema del deterioro del combustible. Aparentemente arrepentido por sus acciones pasadas, Logan dice que deben encontrar el campo antes que su antiguo equipo, ya que es su única oportunidad de llegar a las personas que necesitan su ayuda.

## Recepción
"Is Anybody Out There?" recibió críticas mixtas. Actualmente tiene una calificación positiva del 54% con una calificación promedio de 6.62/10 de 13 en el agregador de reseñas Rotten Tomatoes. El consenso de los críticos dice: "'Is Anybody Out There' demuestra ser un final tibio de mitad de temporada, lo que subraya la tensión y las apuestas desinfladoras de la serie, aunque los espectadores pueden estar complacidos con la promesa de un enfoque renovado y un cambio de escenario en el futuro."
Liam Mathews de TV Guide elogió el episodio y escribió: "Los programas de The Walking Dead están en su mejor momento cuando exploran las áreas grises de lo que la gente tiene que hacer para sobrevivir con personajes moralmente ambiguos en ambos lados del conflicto.  Fear the Walking Dead ya no es eso." Escribiendo para Forbes, Erik Kain le dio una crítica negativa y escribió: "Fear The Walking Dead es una pálida sombra de lo que era antes, casi un programa nuevo por completo, y apenas vale la pena verlo."

### Calificaciónes
El episodio fue visto por 1,60 millones de espectadores en los Estados Unidos en su fecha de emisión original, por encima del episodios anterior.